# MEISEI'S
MEISEI'S（メイセイズ）は、日本の映像作家。

## 作品

### PV
- ACO「不安なの」（1995）
- ACO「Kittenish Love」（1996）
- ACO「DROP」（1997）
- ACO「揺れる体温」（1997）
- ACO「やわらかい肌」（1998）
- ACO「Lady Soul」（1998）
- ACO「哀愁とバラード」（1999）

### 作品集
- ACO「1821」（1999年）